# Попов, Виталий Ильич
Виталий Ильич Попов  (1896—1975) — советский учёный-медик, хирург, организатор здравоохранения и медицинской науки, доктор медицинских наук (1938), профессор (1941), генерал-майор медицинской службы. Главный хирург ряда фронтов в период Великой Отечественной войны.

## Биография
Родился 8 мая 1896 года в городе Санкт-Петербурге. 
С 1919 года после окончания второго курса медицинского факультета Саратовского университета, был призван в ряды Красной армии, с 1919 по 1921 годы служил в перевязочном отряде кавалерийской дивизии в должности военного врача и ординатора. С 1921 по 1923 годы проходил обучение в Военно-медицинской академии имени С. М. Кирова. 
С 1923 по 1924 годы — старший военный врач стрелкового полка РККА. С 1924 по 1926 годы проходил ординатуру клиники хирургических болезней под руководством В. А. Оппеля при Военно-медицинской академии имени С. М. Кирова. С 1926 по 1931 годы — заведующий хирургическим отделением Киевского военного госпиталя. 
С 1931 года начал свою научно-педагогическую деятельность в Военно-медицинской академии имени С. М. Кирова: с 1931 по 1940 годы — преподаватель кафедры военно-полевой хирургии. С 1939 года в качестве ведущего хирурга военного госпиталя был участником Советско-финляндской войны. С 1940 по 1941 годы — начальник кафедры общей хирургии Военно-медицинской академии имени С. М. Кирова.
С 1941 по 1945 годы — участник Великой Отечественной войны: с 1941 по 1942 годы — армейский хирург 9-й отдельной армии, с 1942 по 1945 годы — главный хирург Закавказского, Донского, Центрального и 1-го Белорусского фронтов. С 1945 по 1947 годы — начальник кафедры военно-полевой хирургии, с 1947 по 1968 годы — начальник кафедры общей хирургии Военно-медицинской академии имени С. М. Кирова. 
В 1938 году В. И. Попову была присвоена учёная степень доктора медицинских наук, в 1941 году было присвоено учёное звание профессора.
Основная научно-педагогическая деятельность В. И. Попова была связана с вопросами в области военно-полевой хирургии, анафилактического и травматического шока, анестезиологии, восстановительной хирургии желудка и пищевода. Являлся автором более ста пятидесяти научных трудов.
Помимо основной деятельности В. И. Попов являлся почётным членом Пироговского общества и членом Правления Всесоюзного общества хирургов. Занимался и общественно-политической деятельностью — был депутатом Ленинградского городского Советов народных депутатов депутатов трудящихся. 
Скончался 28 августа 1975 года в Ленинграде, похоронен на Богословском кладбище.

## Награды и премии
- Два Ордена Ленина (03.03.1942, 21.02.1945)
- Четыре Ордена Красного Знамени (24.05.1944, 03.11.1944, 25.02.1945, 15.11.1950)
- Орден Отечественной войны I степени (01.09.1943)
- Медаль «За оборону Сталинграда» (22.12.1942)
- Медаль «За оборону Кавказа» (1.05.1944)
- Медаль «За освобождение Варшавы» (9.06.1945)
- Медаль «За взятие Берлина» (9.06.1945)
- Медаль «За победу над Германией в Великой Отечественной войне 1941—1945 гг.» (9.05.1945)